# Bublava
Bublava (en allemand : Schwaderbach) est une commune du district de Sokolov, dans la région d'Ústí nad Labem, en République tchèque. Sa population s'élevait à 403 habitants en 2020.

## Géographie
Bublava se trouve à la frontière allemande, à 3 km à l'est du centre de Klingenthal (Allemagne), à 25 km au nord-est de Sokolov, à 31 km au nord-ouest de Karlovy Vary et à 142 km à l'ouest-nord-ouest de Prague.
La commune est limitée par l'Allemagne à l'ouest et au nord, par Stříbrná à l'est, et par Kraslice au sud-est et au sud.

## Histoire
La première mention écrite de la localité date de 1601.